# Rudolf Svedberg
Per Vilhelm Rudolf „Preven” Svedberg (ur. 19 sierpnia 1910 w Njurunda, zm. 24 czerwca 1992 w Eskilstunie) – szwedzki zapaśnik. Złoty medalista olimpijski z Berlina.
Walczył w stylu klasycznym, w kategorii półśredniej (do 72 kg). Zawody w 1936 były jego jedynymi igrzyskami olimpijskimi. Zdobywał medale na mistrzostwach Europy, złoto w 1935 i srebro w 1938. W latach 1934–1944 dziewięć razy był mistrzem kraju.